# Ciclopentenă
Ciclopentena este o cicloalchenă (o hidrocarbură ciclică mononesaturată) cu formula chimică C5H8. Este produsă pentru a fi folosită ca și monomer important în sinteza materialelor plastice, dar este și un compus utilizat în diverse sinteze chimice.

## Obținere
Se poate obține prin rearanjarea vinilciclopropanului: